# Quisisana
Quisisana è una frazione di Castellammare di Stabia che conta circa 3 000 abitanti.

## Geografia fisica
Quisisana è situata sull'omonima collina, a quasi 100 metri di altezza, tra le colline del Solaro e di Pozzano.

## Storia
La storia documentata del sito reale di Quisisana inizia all'epoca degli Svevi, quando questi decisero di adibire il sito a residenza estiva (a 173 m s.l.m.). È proprio in questo periodo che vi sono i primi documenti che chiamano la zona Domus de Loco Sano (Casasana): secondo la tradizione, vista la salubrità dell'aria e la bellezza del posto, se si frequentava la zona si guariva da tutti i mali, da qui il nome "Qui-si-sana". Con il passare degli anni Quisisana è stata frequentata da molti artisti e scrittori, che durante le loro peregrinazioni per l'Europa, non disdegnavano mai una tappa in zona: lo stesso Boccaccio ambientò alcune delle sue novelle del Decameron a Quisisana (p.es. la giornata X, 6).
Secondo altri, la costruzione della Reggia (nel XX secolo divenuto "Albergo Reale") risalirebbe invece ai tempi degli Angioini, e precisamente di Roberto d'Angiò, che ha provveduto ai primi restauri documentati nel 1310; ingrandita più volte, fu particolarmente amata da re Ladislao I e da sua sorella Giovanna II che scamparono alla peste che imperversava a Napoli soggiornando qua. Provvista di un parco, fu successivamente abitata dagli Aragonesi e poi dai Borboni che la restaurarono ed abbellirono. Garibaldi la usò come ospedale per i suoi uomini.
Nel corso dei secoli vi è stato un susseguirsi di costruzioni di ville di varia architettura, ad opera di nobili che volevano vivere a contatto con la famiglia reale: in particolare i Borbone vi soggiornavano in modo stabile per circa sei mesi all'anno. Si ricorda la villa Franca, villa Angelina e villa Vollono (già villa Teresa) di Eugenio Cosenza e villa Petrella.

## Monumenti e luoghi d'interesse

### Edifici Storici
- Reggia di Quisisana
- Chiesa di San Matteo
- Chiesa di San Giacomo Maggiore
- Santuario di Santa Maria della Sanità
- Chiesa di Sant'Eustachio

### Altri monumenti
- Fontana del Re
- Fonte di San Giacomo

### Aree naturali
- Parco della Reggia
- Boschi di Quisisana
- Monte Coppola

## Infrastrutture e trasporti

### Strade
Quisisana può essere raggiunta tramite le strade urbane, dopo essere usciti al casello di Castellammare di Stabia dell'autostrada A3, oppure proseguire lungo la statale Sorrentina, all'uscita della galleria di Privati, svoltare sulla destra.

### Mobilità urbana
Quisisana si può raggiungere tramite il servizio di autobus urbani di Castellammare di Stabia.